# Большое Горево
Большое Горево — село Уренского района Нижегородской области. Административный центр Горевского сельсовета.
Находится возле Горевского водохранилища.

## География
Протяженность границ села с севера на юг 1 км 110 м, с запада на восток 992 м.
Расстояние до районного центра Урень: 13 км.
Расстояние до областного центра Нижний Новгород 177 км.

## Население
| 1897 | 1907 | 2002 | 2010 |
| ---- | ---- | ---- | ---- |
| 531  | ↗581 | ↘514 | ↘475 |